# Harry Smith (brottare)

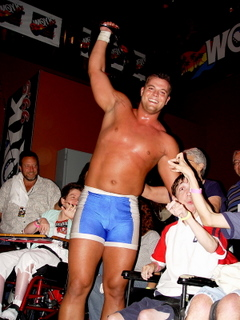
Harry Smith

Harry Smith är son till den före detta wrestlingstjärnan Davey Boy Smith (var duo-mästare i ett stall som kallades för "The British Bulldogs"). Han är mest känd under artistnamnet David Hart Smith.